# Nozomi Ōhashi
Pour les articles homonymes, voir Ōhashi.
Nozomi Ōhashi (大橋 のぞみ, Ōhashi Nozomi), née le 9 mai 1999 à Tokyo, est une actrice et chanteuse japonaise. Elle est connue pour son rôle principal dans le film Ponyo sur la falaise d'Hayao Miyazaki en 2008. Elle participe aussi à de nombreuses séries télévisées.
Elle se retire du monde du spectacle en 2012.

## Biographie
Ōhashi commence sa carrière d'actrice à l'âge de 3 ans et celle de chanteuse avec la chanson Gake no Ue no Ponyo, chantée en duo avec le groupe Fujioka Fujimaki et écrite par le compositeur Joe Hisaishi. Elle est le thème principal du film Ponyo sur la falaise.
À sa sortie, le single se placera en 115e place du classement Oricon. Après la sortie du film, il montera à la 3e place. Il restera dans le top 10 durant dix semaines. Pour avoir chanté cette chanson, Ohashi participera à la 59e édition de Kōhaku Uta Gassen, devenant ainsi la plus jeune participante de l'histoire de ce programme. En plus d'avoir chanté le thème de Ponyo, elle fait aussi la voix de Karen dans ce film.
En 2009, elle joue Sachi Murakami, un des rôles principales du drama Shiroi Haru. Elle joue aussi le rôle-titre du drama Happy Birthday, diffusé le 21 novembre 2009 sur Fuji Television.
En 2011, Ōhashi réalise son deuxième single Panda no Yume. Cette chanson deviendra la "chanson de bienvenue des pandas" au Zoo d'Ueno. Elle servira aussi de fond sonore de la publicité pour la nouvelle exposition de panda au zoo le 1er avril 2011. Ce single apparaitra dans les bacs le 27 juillet 2011. 
Elle aura aussi un rôle mineur dans le film Shiawase no Pan, qui sort dans les salles le 28 janvier 2012.
Le 1er mars 2012, elle annonce qu'elle se retire du monde du spectacle pour se concentrer sur ses études. Sa dernière apparition publique date du 31 mars 2012. Le film Daisuki na Kutsu o Haitara, dans lequel elle devait jouer, est annulé pour cause de problème de production.

## Filmographie

### Dramas
- Ningen no Shomei  (CX, 2004)
- Yonimo Kimyona Monogatari Anata no Monogatari  (Fuji TV, 2005)
- Kinyo Entertainment  (Fuji TV, 2006)
- Tsubasa no Oreta Tenshitachi Slot  (Fuji TV, 2006)
- Juken Sentai Gekiranger  (TV Asahi, 2007, ep1)
- Honto ni Atta Kowai Hanashi Tsukareta Mori  (Fuji TV, 2009)
- Shiroi Haru  (Fuji TV, 2009)
- The Quiz Show 2  (NTV, 2009)
- Veterinarian Dolittle (TBS, 2010)
- Don Quixote (NTV, 2011)

### Films
- Inu no Eiga (2005) dans le rôle de la jeune Mika
- Luna-Heights (2005) dans le rôle d'Anna Kishibe
- Luna-Heights 2 (2006) dans le rôle d'Anna Kishibe
- Ponyo sur la Falaise (2008) double la voix de Karen et chante la chanson du générique de fin
- Detective Conan: The Lost Ship in the Sky (2010) double la voix de Kawaguchi Satoshi

### Publicités
- Asahi Soft Drinks Mitsuya Cider (2008) - apparaît aux côtés de Fujioka Fujimaki

## Discographie

### Singles
- Gake no Ue no Ponyo (5 décembre 2007, Yamaha Music Communications) - avec Fujioka Fujimaki
- Panda no Yume (27 juillet 2011)

### Albums
- Ponyo sur la Falaise Image Album "Ponyo's Lullaby"
- Non-chan Kumo ni Noru (24 décembre 2008, Yamaha Music Communications)